# کیر-تلیاولی
کیر-تلیاولی (انگلیسی: Kir-Tlyavli) یک شهرک در شهرستان شارانسکی استان باشقیرستان کشور روسیه است.